# Szasta (rejon oneski)
Szasta (ros. Шаста) – osiedle w Rosji, w obwodzie archangielskim, w rejonie oneskim. W 2010 liczyło 329 mieszkańców.
Znajduje tu się przystanek kolejowy 205 km, położony na linii Biełomorsk – Obozierskij.